# サルイイシコトラウ砂漠

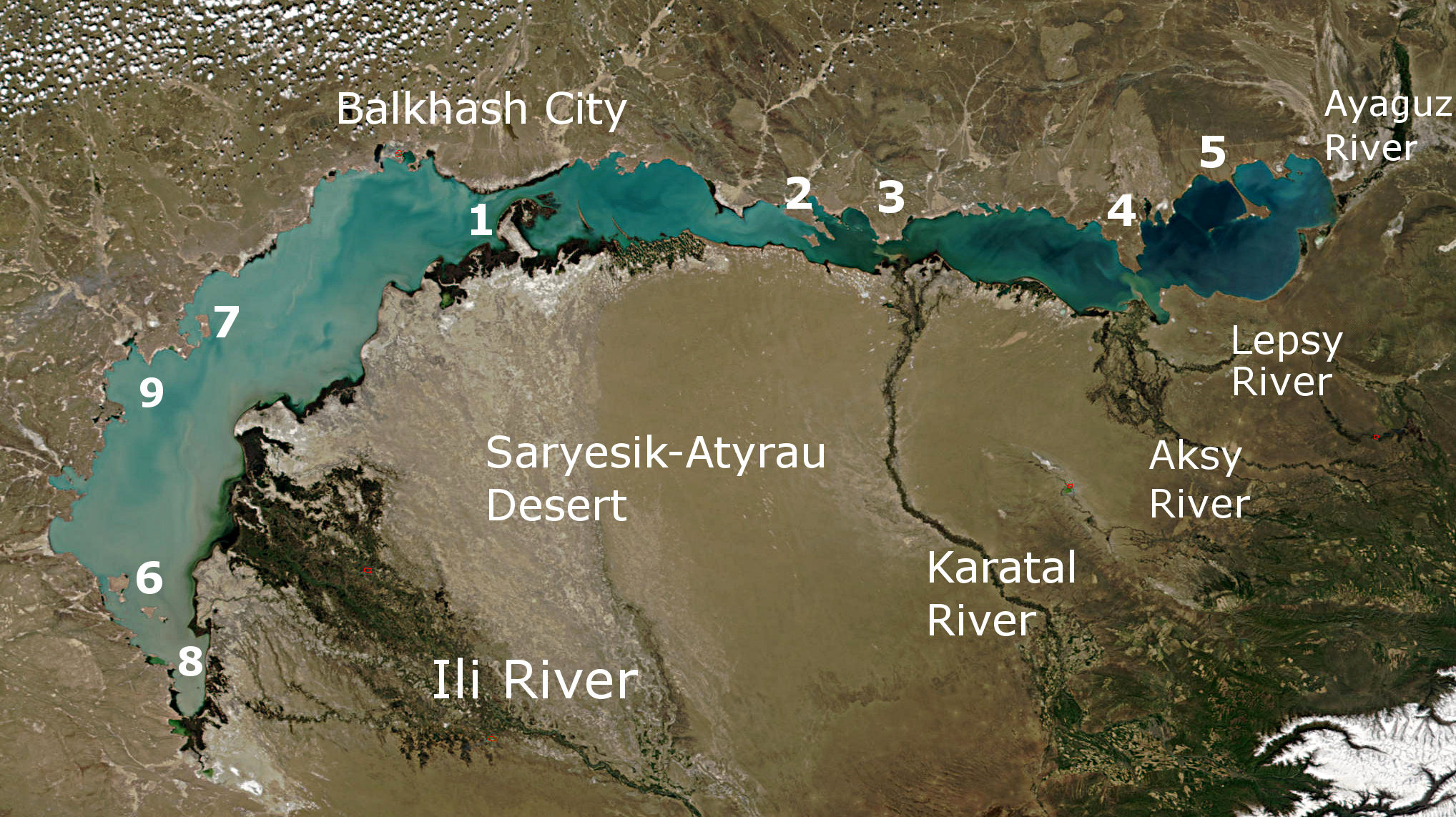
サルイイシコトラウ砂漠 (Saryesik-Atyrau Desert)

サルイイシコトラウ砂漠（サルイイシコトラウさばく、カザフ語: Сарыесікатырау, Peski Saryishikotrau）は、中央アジアのカザフスタン南東部にある砂漠である。サリエシク・アティラウ砂漠(Saryesik-Atyrau Desert)ともいう。カザフスタンの旧首都アルマトイの北からバルハシ湖にかけて広がっている。そのバルハシ湖へは砂漠を貫いてイリ川が流れ込んでいる。
座標: 北緯45度30分 東経77度00分 / 北緯45.500度 東経77.000度